# Ceratostrotia melanchlaena
Ceratostrotia melanchlaena là một loài bướm đêm thuộc họ Noctuidae. Loài này có ở Ấn Độ.